# Галактики-спутники Млечного Пути

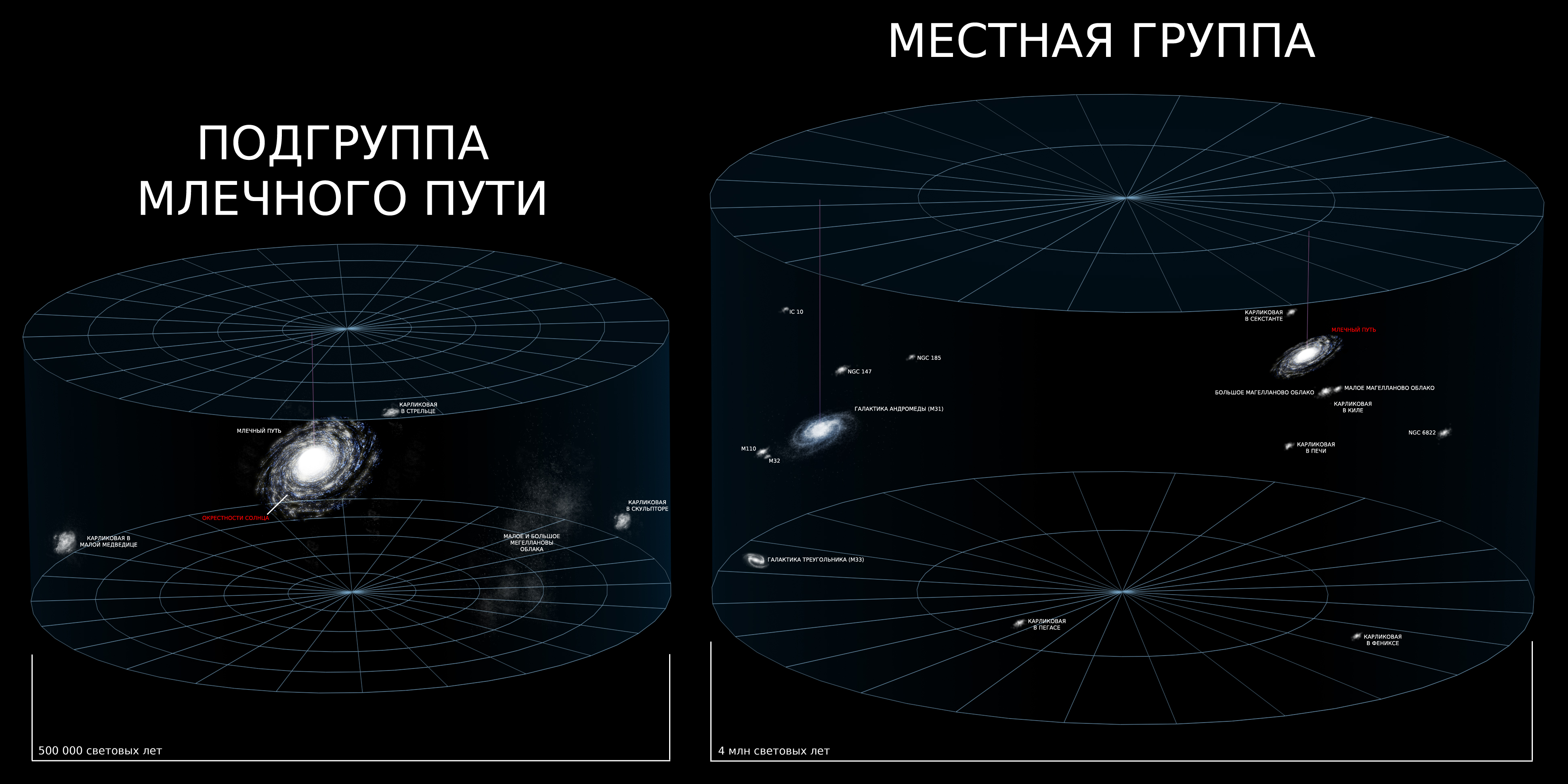
Карта Подгруппы Млечного Пути и её расположение в Местной Группе

Гала́ктики-спу́тники Мле́чного Пути́ — часть Местной группы галактик, включающая в себя нашу галактику Млечный Путь и все её галактики-спутники, гравитационно связанные с ней. Лишь самые крупные из этих галактик (Большое и Малое Магеллановы облака) видны невооружённым глазом. Бо́льшая часть спутников — карликовые галактики.

## История открытия
Видимые невооружённым глазом Большое и Малое Магеллановы облака были открыты в доисторическое время. Первые карликовые спутники (в созвездиях Скульптор и Печь) были открыты в 1937—1938 году Харлоу Шепли. Он описывал их как «непохожие на любую известную состоящую из звёзд структуру… Новые объекты имеют одни общие свойства с шаровыми скоплениями, другие — с эллиптическими галактиками, а по оставшимся (близость и полное разрешение на отдельные звезды) — с Магеллановыми облаками». Шепли также предсказал открытие новых подобных объектов.
К 2005 году было обнаружено 12 карликовых галактик, находящихся в ближайшей окрестности Млечного Пути. Обнаружение их затруднялось тем, что в них отсутствуют видимые газ и пыль, а также другие признаки активного звездообразования. Кроме того, галактики-спутники сложно выделить среди находящихся на переднем плане звёзд Млечного Пути. Зачастую это возможно только с использованием компьютерных алгоритмов статистического поиска.
Переломным моментом стала публикация результатов Слоановского цифрового небесного обзора (SDSS) и широкое использование компьютерных алгоритмов поиска звёздных скоплений. Это позволило обнаруживать объекты, являвшиеся в 100 раз менее яркими, чем ранее известные.
Одним из вопросов, который пришлось решать астрономам, стала классификация вновь открываемых объектов: они могли рассматриваться как галактики или как шаровые скопления. Ключевым фактором стало наличие в галактиках тёмной материи: объект классифицировался как галактика, если измеренные спектроскопическим способом скорости движения его звёзд нельзя было объяснить без присутствия дополнительного невидимого вещества. В шаровых скоплениях тёмная материя практически отсутствует. В карликовых галактиках её масса в 100—1000 раз превышает массу видимых звёзд: по сути, они представляют собой «облака» из невидимого вещества, единственным индикатором присутствия которых служат относительно немногочисленные звёзды.
К 2010 году было открыто 25 галактик, которые можно было отнести к числу спутников Млечного Пути. К этому моменту все объекты, которые можно было обнаружить на основании данных SDSS, были описаны. Новый прорыв произошёл в 2015—2016 годах. Основываясь на данных новых обзоров звёздного неба, астрономы довели число возможных спутников до 54.
По состоянию на май 2020 года, известно 59 карликовых галактик, которые являются или могут являться спутниками Млечного Пути, не считая Магеллановых облаков, областей с повышенной плотностью звёзд в Большом Псе и Гидре, а также разрушаемых приливными силами Волопаса III и карликовой галактики в Стрельце. При этом далеко не все они действительно являются постоянными спутниками: по данным опубликованного в 2021 году исследования, скорость их движения, момент импульса и энергия указывают на то, что они взаимодействуют с Млечным Путём недостаточно долго (меньше 2 миллиардов лет), чтобы можно было говорить об устойчивом характере гравитационной связи. Достоверные спектроскопические данные, говорящие о том, что карликовая галактика действительно является спутником нашей Галактики, присутствуют лишь для небольшого числа объектов.
На февраль 2025 года известно 49 подтверждённых галактик-спутников Млечного Пути и 14 кандидатов.
Значительное число возможных спутников Млечного Пути было открыто по итогам анализа данных Dark Energy Survey. Хотя основной задачей данного исследования является изучение динамики расширения Вселенной, полученные в его ходе изображения фиксируют сотни миллионов объектов, которые являются в 10 раз более тусклыми, чем присутствующие на снимках SDSS. В их числе несколько миллионов отдельных звезд, которые по результатам кластерного анализа можно счесть принадлежащими Млечному Пути или его возможным спутникам.
Открытие новых галактик-спутников станет возможным по итогам анализа данных, полученных Обсерваторией имени Веры Рубин, которая должна начать работу в 2025 году.

## Значение для науки
Исследование галактик-спутников Млечного Пути позволяет получить данные о распределении тёмной материи в нашей Галактике и её окрестностях. Кроме того, оно позволяет проверить некоторые теории о свойствах и природе тёмной материи. С карликовыми галактиками связана проблема отсутствующих спутников (англ. the missing satellites problem): моделирование в рамках теории холодной тёмной материи предсказывает гораздо большее количество карликовых галактик, чем наблюдается вокруг галактик типа Млечного Пути. Кроме того, обнаружение исходящего от карликовых галактик гамма-излучения позволило бы подтвердить теорию об аннигиляции или самопроизвольном распаде частиц тёмной материи. Такое гамма-излучение пока обнаружено не было.
В карликовых галактиках редко встречаются массивные звёзды и нет процессов активного звездообразования. В связи с этим в них преобладают звёзды с возрастом более 10 миллиардов лет, на химический состав которых практически не воздействовали типичные для более крупных галактик процессы, такие как взрывы сверхновых. Состав большинства звёзд в таких галактиках сохраняет информацию об условиях в момент их образования. Кроме того, выявляемые спектроскопические аномалии позволяют обнаружить следы редких катастрофических событий. Так, в галактике Сетка II обнаружено повышенное содержание элементов, образующихся при r-процессе, вероятно, связанного с имевшем место событием слияния нейтронных звёзд. Отсутствие подобных аномалий в других спутниках Млечного Пути говорит о редкости таких событий.

## Примечательные объекты
Среди возможных спутников Млечного Пути есть объекты с особенностями, выделяющими их из общего ряда. Так, у галактики Тукан III наблюдается звездный поток, свидетельствующий о том, что она разрушается приливным воздействием Млечного Пути. Галактика Чаша II имеет линейные размеры, сравнимые с Малым Магеллановым Облаком, но является в 1000 раз менее массивной.
Самые тусклые объекты состоят всего из нескольких сотен звёзд. Ближайшие находятся на расстоянии менее 100 тысяч световых лет от Солнечной Системы, а самые удалённые (галактика Эридан II) отдалены более чем на 1 миллион световых лет.

## Магеллановы облака и более мелкие спутники
Большая часть кандидатов в спутники, обнаруженных в ходе анализа данных Dark Energy Survey, находится вблизи Магеллановых облаков. Это натолкнуло астрономов на мысль о том, что эти карликовые галактики изначально были спутниками Магеллановых облаков до того, как они стали взаимодействовать с нашей Галактикой. Концентрация таких галактик в одной области пространства может быть аргументом в пользу того, что Магеллановы облака относительно недавно оказались в окрестности Млечного Пути. В противном случае, распределение таких галактик по небу было бы более равномерным. На поиск новых кандидатов в галактики, связанные с Магеллановыми облаками, направлен проект Magellanic Satellites Survey, захватывающий области, не покрытые Dark Energy Survey.

## Будущее
В 2006 году измерения с помощью космического телескопа «Хаббл» дали основание предположить, что Большое и Малое Магеллановы облака, возможно, движутся слишком быстро, чтобы оставаться гравитационно связанными с Млечным Путём. Согласно опубликованным в сентябре 2014 года данным, по одной из моделей, через 4 млрд лет Млечный Путь «поглотит» Большое и Малое Магеллановы Облака, а через 5 млрд лет сольётся с Туманностью Андромеды.
Большая часть более мелких спутников ещё до этого будет поглощена Млечным Путём в результате разрушения приливным взаимодействием.

## Список галактик-спутников Млечного Пути
К галактикам-спутникам Млечного Пути относят:
| Название                      | Диаметр (кпк) | Расстояние от Млечного Пути (кпк) | Абсолютная величина | Тип       | Год открытия   |
| ----------------------------- | ------------- | --------------------------------- | ------------------- | --------- | -------------- |
| Большое Магелланово Облако    | 4             | 48,5                              | −18,1               | SBm       | доисторический |
| Насос 2                       | 2,9           | 130                               | −8,5                | ?         | 2018           |
| SagDEG                        | 2,6           | 20                                | −13,5               | E         | 1994           |
| Чаша 2                        | 2,2           | 117,5                             | −8,2                | dSph      | 2016           |
| Малое Магелланово Облако      | 2             | 61                                | −16,8               | Irr       | доисторический |
| Гончие Псы I                  | 1,1           | 220                               | −8,6                | dSph      | 2006           |
| Большой Пёс                   | 1,5           | 8                                 | -                   | Irr       | 2003           |
| Волопас III                   | 1,0           | 46                                | −5,75               | dSph?     | 2009           |
| Скульптор                     | 0,8           | 90                                | −11,1               | dE3       | 1937           |
| Дракон                        | 0,7           | 80                                | −8,8                | dE0       | 1954           |
| Геркулес                      | 0,7           | 135                               | −6,6                | dSph      | 2006           |
| Лев II                        | 0,7           | 210                               | −9,8                | dE0       | 1950           |
| Печь                          | 0,6           | 140                               | −13,4               | dE2       | 1938           |
| Эридан II                     | 0,55          | 366                               | −7,1                | dSph      | 2015           |
| Секстант I                    | 0,5           | 90                                | −9,3                | dE3       | 1990           |
| Киль                          | 0,5           | 100                               | −9,1                | dE3       | 1977           |
| Лев I                         | 0,5           | 250                               | −12,0               | dE3       | 1950           |
| Малая Медведица               | 0,4           | 60                                | −8,8                | dE4       | 1954           |
| Лев T                         | 0,34          | 420                               | −8,0                | dSph/dIrr | 2006           |
| Водолей II                    | 0,32          | 108                               | −4,2                | dSph      | 2016           |
| Волопас I                     | 0,30          | 60                                | −6,3                | dSph      | 2006           |
| Гончие Псы II                 | 0,30          | 155                               | −4,9                | dSph      | 2006           |
| Лев IV (карликовая галактика) | 0,30          | 160                               | −5,8                | dSph      | 2006           |
| Тукан IV                      | 0,25          | 48                                | −3,5                | dSph      | 2015           |
| Голубь I                      | 0,21          | 182                               | −4,5                | dSph      | 2015           |
| Большая Медведица II          | 0,20          | 30                                | −4,25               | dG D      | 2006           |
| Журавль II                    | 0,19          | 53                                | −3,9                | dSph      | 2015           |
| Кит III                       | 0,18          | 251                               | −2,4                | dSph?     | 2017           |
| Волосы Вероники               | 0,14          | 42                                | −4,1                | dSph      | 2006           |
| Гидра II                      | 0,14          | 128                               | −4,8                | dSph      | 2015           |
| Сетка III                     | 0,13          | 92                                | −3,3                | dSph      | 2015           |
| Рыбы II                       | 0,12          | 180                               | −5,0                | dSph      | 2010           |
| Пегас III                     | 0,11          | 215                               | −3,4                | dSph      | 2015           |
| Южная Гидра I                 | 0,10          | 28                                | −4,7                | dSph      | 2018           |
| Волопас II                    | 0,10          | 42                                | −2,7                | dSph      | 2007           |
| Тукан III                     | 0,09          | 25                                | −2,4                | dSph      | 2015           |
| Дева I                        | 0,09          | 91                                | −0,3                | dSph?     | 2016           |
| Часы II                       | 0,09          | 78                                | −2,6                | dSph      | 2015           |
| Стрелец II                    | 0,08          | 67                                | −5,2                | dSph      | 2015           |
| Лев V                         | 0,08          | 180                               | −5,2                | dSph      | 2007           |
| Треугольник II                | 0,07          | 30                                | −1,8                | dSph      | 2015           |
| Segue 2                       | 0,07          | 35                                | −2,5                | dSph      | 2007           |
| Segue 1                       | 0,06          | 23                                | −1,5                | dSph      | 2007           |
| Дракон II                     | 0,04          | 20                                | −2,9                | dSph      | 2015           |
| Тукан V                       | 0,03          | 55                                | −1,6                | dSph      | 2015           |
| Кит II                        | 0,03          | 30                                | 0,0                 | dSph?     | 2015           |
| Сетка II                      | -             | 30                                | −3,6                | dSph      | 2015           |
| Тукан II                      | -             | 70                                | −3,9                | dSph      | 2015           |
| Рыбы I                        | -             | 80                                | -                   | dSph?     | 2009           |
| DES 1                         | -             | 82                                | -                   | GC        | 2016           |
| Эридан III                    | -             | 90                                | −2,4                | dSph?     | 2015           |
| Часы I                        | -             | 100                               | −3,5                | dSph?     | 2015           |
| Ким 2/Индеец I                | -             | 100                               | -                   | GC        | 2015           |
| Феникс II                     | -             | 100                               | −3,7                | dSph?     | 2015           |
| Большая Медведица I           | -             | 100                               | −5,5                | dG D      | 2005           |
| Живописец I                   | -             | 115                               | −3,7                | dSph?     | 2015           |
| Журавль I                     | -             | 120                               | −3,4                | dSph      | 2015           |
| Киль II                       | 0,182         | 36                                | −4,5                | dSph      | 2018           |
| Киль III                      | 0,06          | 28                                | −2,4                | GC?       | 2018           |
| Волопас IV                    | 0,28          | 209                               | −4,53               | -         | 2019           |
| Центавр I                     | 0,076         | 116                               | −5,55               | -         | 2020           |
| Живописец II                  | 0,046         | 46                                | −3,2                | -         | 2016           |
| Виллман 1                     | 0,02          | 38                                | −2,53               | -         | 2018           |

## Комментарии
1. 1 2 3 4  Может на самом деле быть шаровым скоплением